# Euriphene coerulescens
Euriphene coerulescens är en fjärilsart som beskrevs av Heinrich Neustetter 1916. Euriphene coerulescens ingår i släktet Euriphene och familjen praktfjärilar. Inga underarter finns listade i Catalogue of Life.